# شیهاز اویلیکوف
شیهاز اویلیکوف (به ترکی استانبولی: Şyhazberdi Öwelekow؛ زادهٔ ۱۶ دسامبر ۱۹۹۳) کشتی‌گیر فرنگی‌کار تیم ملی ترکمنستان است.
از افتخارات وی می‌توان به کسب مدال برنز بازی‌های آسیایی ۲۰۱۸ اشاره کرد.